# Journey to the Center of the Earth (animatieserie)
Journey to the Center of the Earth is een Amerikaanse animatieserie gebaseerd op zowel de roman Naar het middelpunt der aarde als de gelijknamige film uit 1959. De serie bestaat uit 1 seizoen van 17 afleveringen. Deze afleveringen zijn in Nederland ook te zien geweest in de periode 1978-1980 in het woensdagmiddag-programma De Berebios bij de AVRO.

## Achtergrond
De serie was een productie van Filmation, in samenwerking met 20th Century Fox.
Elke aflevering van de serie bevatte een opzichzelfstaand verhaal, waardoor de afleveringen op de eerste na in willekeurige volgorde te bekijken zijn.

## Verhaal
Een groep verkenners bestaande uit professor Oliver Lindenbrook, zijn nichtje Cindy, haar klasgenoot Alec McEwen, de gids Lars en diens huisdiereend Gertrude beginnen een zoektocht naar het binnenste van de aarde. Ze volgen het spoor van de ontdekkingsreiziger Arnie Saccnusson.
De groep wordt gevolgd door Arnie’s laatste nog levende nakomeling, Graaf Saccnusson. Hij wil de geheimen van de aardkern gebruiken om de wereld te veroveren. Hij wordt geholpen door een monsterlijke dienaar genaamd Torg.
In de eerste aflevering laat Saccnusson Torg een paar explosieven planten om Lindenbrook en zijn groep tegen te houden. De explosie sluit echter de ingang van de grot af, waardoor beide groepen ondergronds vast komen te zitten. In de rest van de serie proberen beide groepen een weg terug naar buiten te vinden.

## Afleveringen
1. Arena Of Fear
2. Caveman Captives
3. The Creative World
4. Creatures of the Swamp
5. The Doomed Island
6. Furies of Ice
7. The Labyrinth Builders
8. Land Of The Dead
9. The Living City
10. The Living Totems
11. Moths of Doom
12. Ocean Of Destruction
13. Perils Of Volcano Island
14. Return Of Gulliver
15. Revenge Of The Fossils
16. Sleeping Slaves of Zeerah
17. Trail Of Gold

## Cast
- Ted Knight ... Professor Oliver Lindenbrook / Count Saccunson
- Pat Harrington Jr. ... Alec McEwen / Lars / Torg
- Jane Webb ... Cindy